# Общество федералистов
Общество федералистов (полное название Общество федералистов по изучению права и публичной политики, Federalist Society for Law and Public Policy Studies) — некоммерческое объединение консерваторов и либертарианцев в США, пропагандирующих реформирование законодательства США в соответствии с подходами текстуализма и оригинализма к интерпретации Конституции США. Основано в 1982 году и является одной из наиболее влиятельных юридических организаций в стране.
Организация активно работает в среде консервативных студентов юридических школ и начинающих юристов. Как указывает автор книги об Обществе Аманда Холлис-Браски, оно играет значительную роль при отборе правых юристов на государственные должности и в федеральные суды при президентах-республиканцах, особенно при Дональде Трампе.
Общество имеет подразделения более чем в 200 юридических образовательных учреждениях США и заявляет о членстве более чем 10 тысяч студентов. Также в обществе состоит свыше 60 тысяч практикующих адвокатов более чем из 80 городов. Главный офис организации размещается в Вашингтоне (округ Колумбия). Организация организует лекции, форумы и т. п. для экспертов в области права.